# Kung Fu Dunk
 Kung Fu Dunk (en chino tradicional, 功夫 灌篮; en chino simplificado, 功夫 灌篮; pinyin, Gongfu Guanlan), también conocido por su antiguo título Slam Dunk, es una película de imagen real rodada en 2008. Fue dirigida por el director de cine taiwanés Chu Yin-Ping y filmada en Taiwán y China. La película se tituló con anterioridad  Slam Dunk, pero más tarde el título se modificó para evitar confusiones con  Slam Dunk y su anime, ya que la película en sí no tiene asociación alguna. El rodaje, sin embargo, transmitió un sabor fuerte del cine de Hong Kong, que recuerda a películas como Siu lam juk kau . Cuenta con una lista de estrellas del pop  de Taiwán y Hong Kong, junto con actores conocidos de China continental.

## Argumento
La película gira en torno a un niño huérfano llamado Fang Shi Jie (Jay Chou), que creció en una escuela de kung fu y se convierte en un jugador de baloncesto con talento.
Todas las mañanas, el director de la escuela le utiliza como saco de boxeo en una demostración. Cuando se usa chaleco shaolin hierro (camisa de hierro) técnica, como para no sentir los golpes del director, el director le hace permanecer en las calles de una noche sin cenar. Él demuestra su increíble precisión a un buscavidas abajo y hacia afuera, Wang Li lanzando latas en un contenedor de casi diez metros de distancia. Wang le dice que si él puede lanzar una moneda en la boca de veinte metros de distancia, que le tratan a cenar.
Ellos van a un restaurante francés de cinco estrellas, donde las obras de Wang Li hija, y comer las sobras. Li Jie Shi convence para ayudarles a hacer algo de dinero para ellos mismos. Después de comer, van a un casino propiedad de un viejo amigo del hijo de Wang Li, el hermano Hu. Allí, Shi Jie gana cientos de dólares jugar a los dardos. La lucha resultante hace miles de dólares en daños.
A la mañana siguiente, antes de que empiecen las clases, Bi Tianhao, el director de la bola de fuego Universidad pone el director de la escuela de kung fu en su Paylist. Entonces, después de una golpiza masiva por los matones de Bi Tianhao, Shi Jie es expulsado.
La noche siguiente, Shi Jie es una vez más sentado en el banco del parque donde se reunió con Wang Li, quien todavía está allí. Con el pretexto de ayudarlo a buscar a su familia, Wang Li le invita a jugar al baloncesto en la Primera Universidad "como la nueva estrella de su equipo de baloncesto. Mientras tanto, Wang Li capitaliza en interés de los medios en Shi-Jie para hacer dinero a través de entrevistas y artículos periodísticos.
Después de unirse al equipo de baloncesto, Shi-Jie encuentra que Li-Li (Lily) (Charlene Choi) a quien había admirado durante mucho tiempo es la hermana de Ting Wei (Chen Bolin), el líder del equipo de baloncesto . Shi Jie está desesperado por llamar su atención. Por lo tanto, trata de competir con Xiao Lan (Baron Chen), que es el ídolo de Li-Li. La competencia entre Shi Jie Xiao Lan y genera una atmósfera inestable en el equipo. Después de Ting Wei Shi Jie consejos, el equipo de baloncesto llega a ser más unificado. Mientras tanto, él ayudó a Shi Jie combinar su base de habilidades de Kung-Fu en técnicas de baloncesto, que a su vez trae sus habilidades en el juego y ayudará al equipo a ganar muchas rondas del torneo inter-universitario.
En el momento de la final, el competidor principal que enfrentan los Shi Jie y los miembros de su equipo es el equipo de la Universidad de Bola de Fuego, dirigida por Li Tian. Li solía estar en el equipo de baloncesto de Primera Universidad junto con Ting Wei y Xiao Lan, pero se convirtió en arrogante y fue atraído al campo de su competencia. El equipo de competencia integrado por jugadores que habían sido prohibidos en todos los juegos de baloncesto en Japón. Bola de fuego Universidad también sobornó al árbitro de la final. Aunque Wang Li se había alistado la ayuda de los profesores Shi Jie de kung-fu, el equipo contrario había puesto en marcha una serie de medidas para prevenir la Primera Universidad de ganar, hasta e incluyendo hiriendo a los jugadores Primera de la Universidad de estrellas Shi-Jie, Wei Ting y Xiao Lan. De este modo, tanto por faltas sin escrúpulos del equipo contrario y decisiones sesgadas del árbitro y la injerencia directa de la perforación hacia fuera la última bola que Shi Jie lanza, la primera Universidad es derrotado. Dispuestos a admitir la derrota a condiciones injustas, Shi Jie recuerda una técnica había utilizado su primer maestro, y se las arregla para hacer retroceder el reloj a la hora justo antes de Shi Jie es hacer su último lanzamiento del juego. Dado una segunda oportunidad y en vez de tratar de hacer el mismo último lanzamiento que será interferido por el árbitro de nuevo, Shi Jie decide pasar a Ting Wei, quien a su vez que mates pasado Li Tian en la canasta. Finalmente, la Primera Universidad gana en buena lid.
Después del partido Shi Jie descubrió que su papá es el hombre más rico de Asia. Más tarde visite el padre, y descubre que fue abandonado por su seguridad durante un momento difícil de la vida financiera de su padre. Su padre le insistió para ir de Londres a ampliar su futuro. Más tarde esa noche Shi Jie decidió suspender con Wang Li en cambio, que más tarde se sugirió para él para mostrar sus habilidades en un evento más grande que cualquier partido de baloncesto - la Juegos Olímpicos.

## Reparto
- Jay Chou como Shi Jie / Fang Shijie.
- Eric Tsang como Zhen Wang Li.
- Charlene Choi como Li-Li (Lily).
- Chen Bolin como Ting Wei.
- Baron Chen como Xiao Lan.
- Wang Gang como Wang Biao.
- Will Liu como Li Tian.
- Ng Man Tat como Master Wu.
- Bryan Leung como Master Fei.
- Eddy Ko como Shi Jie's master.
- Kenneth Tsang como Wang Yi Wan.
- Wu Jing.
- Huang Bo.
- Yan Ni.

## Producción
En la planificación inicial para la filmación, el director Chu Yin-Ping quería al NBA Yao Ming para hacer un cameo en la película. Sin embargo, fue imposible  hacerlo debido a sus lesiones.
El comentarista deportivo chino Huang Jianxiang hace una aparición especial en el que comentarista de un partido. Los últimos minutos de este partido es una parodia de los comentarios de Huang de acción en vivo del partido Australia-Italia en la Copa Mundial de 2006, que atrajo la atención internacional.

### Grabación
La mayor parte del rodaje se completó en Shanghái, lo demuestra el horizonte de Shanghái en la noche, así como las numerosas escenas filmadas en el interior y el exterior de la Shanghai Science and Technology Museum en Pudong.
Diarios se han filtrado en varios sitios web, que carecía de CGI y efectos de sonido.

## Secuela
Se ha informado ampliamente de que la secuela ya no se realizó.